# Chung cư Carl Meyer ở Bydgoszcz
Chung cư Carl Meyer là một khu nhà ở tại đường Gdańska 60.

## Vị trí
Tòa nhà nằm ở phía đông của phố Gdańska, giữa đường Słowackiego và Adam Mickiewicz Alley. Nó liền kề với:
- Chung cư Aleksander Olszyński ở N ° 58;
- Chung cư Alfred Schleusener ở N ° 62,

cả hai đều là tòa nhà lịch sử ở Bydgoszcz.

## Lịch sử
Tòa nhà được thiết kế và xây dựng vào năm 1891-1892 bởi kiến trúc sư Carl Meyer đến từ Bromberg để sử dụng cho riêng bản thân; ông sống ở thành phố từ năm 1885 đến năm 1913.
Vào thời điểm lắp dựng, khu nhà nằm ở Danzigerstraße 138. Carl Meyer đã xây dựng một số tòa nhà khác ở trung tâm thành phố Bydgoszcz, bao gồm:
- Nhà ở đường Cieszkowski6;
- Trạm cấp nước Bydgoszcz, cùng với kiến trúc sư Marshall.

Sau sự ra đi của Meyer, trong thời điểm giữa 2 cuộc chiến tranh, tòa nhà là vị trí của Hội Khoa học Bác sĩ (tiếng Ba Lan: Naukowe Towarzystwo Lekarzy) từ 1913 đến 1923.

## Kiến trúc
Ngôi nhà tự hào với các phong cách thiết kế chiết trung với Chủ nghĩa Hà Lan trong mặt tiền bằng gạch.
Trên mặt tiền, trong một hốc giữa các cửa sổ của tầng một, có một tác phẩm điêu khắc của một người phụ nữ, cầm một cuộn giấy và một la bàn, như một câu chuyện ngụ ngôn về Kiến trúc và Xây dựng. Tất cả điều này đề cập đến nghề nghiệp của Carl Meyer, với tư cách là người xây dựng khu chung cư này.
Không thể là không nhắc đến những câu chuyện ngụ ngôn được trình bày tại chung cư tại Gdańska Street N°9. Một chi tiết khác là tên viết tắt MC (tức là Meyer Carl), được đặt giữa các cửa sổ của tầng hai.
Nội thất của tòa nhà được đặc trưng bởi các tác phẩm chạm khắc gỗ ở cổng, kính màu nguyên bản được bảo quản và các gian nhà phụ trụ bổ tường với các chi tiết bằng vữa ở hành lang lối vào.

## Hình ảnh

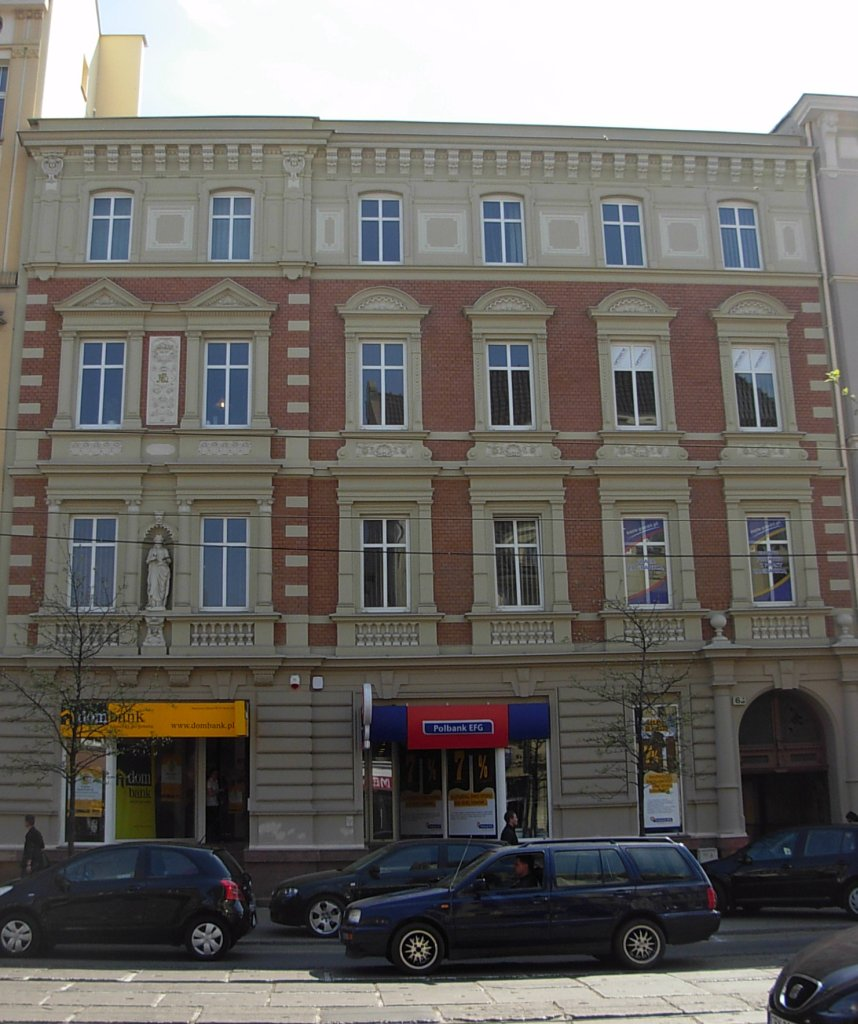
Chế độ xem phóng to từ đường Gdańska
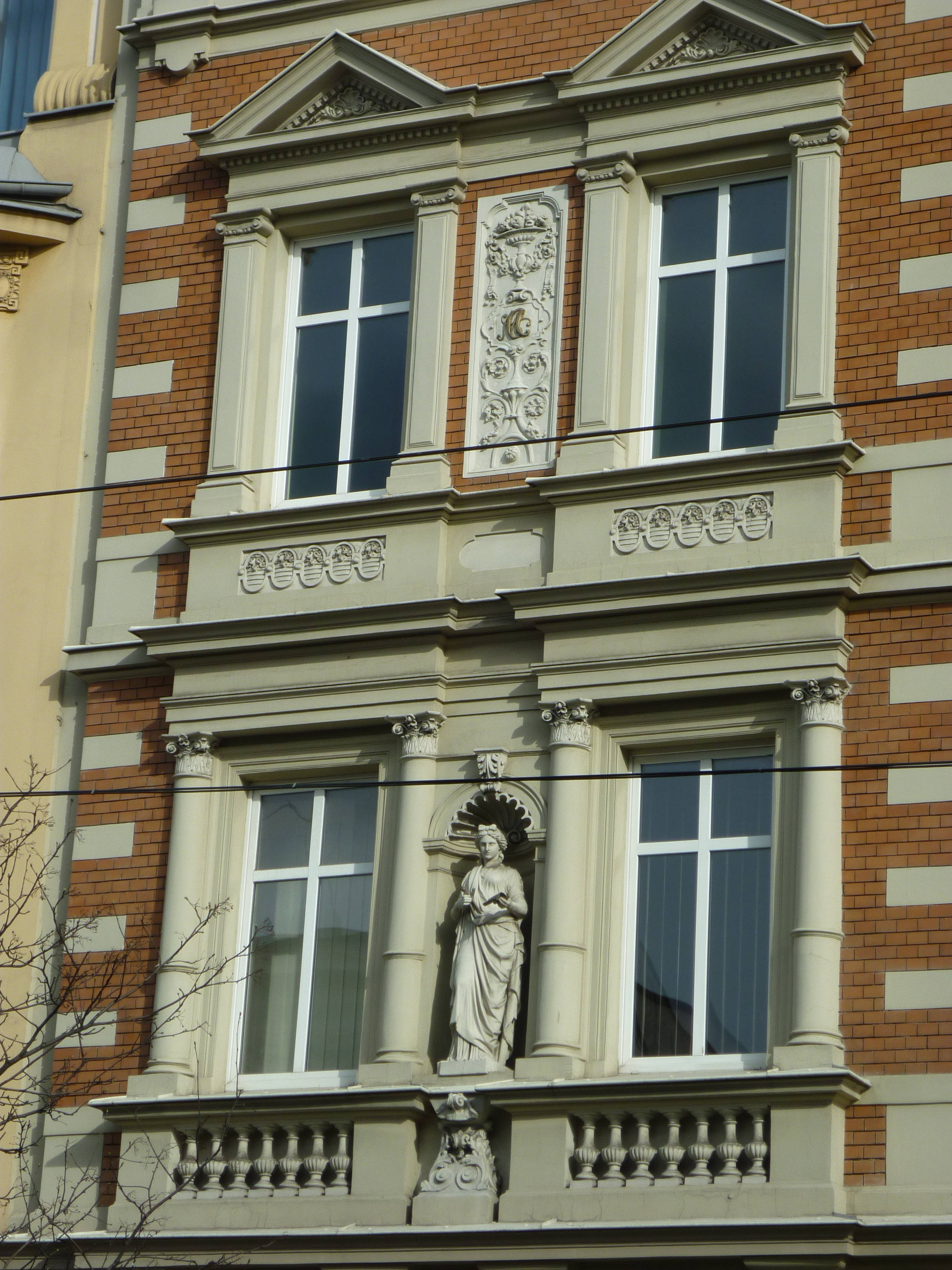
Chi tiết mặt tiền
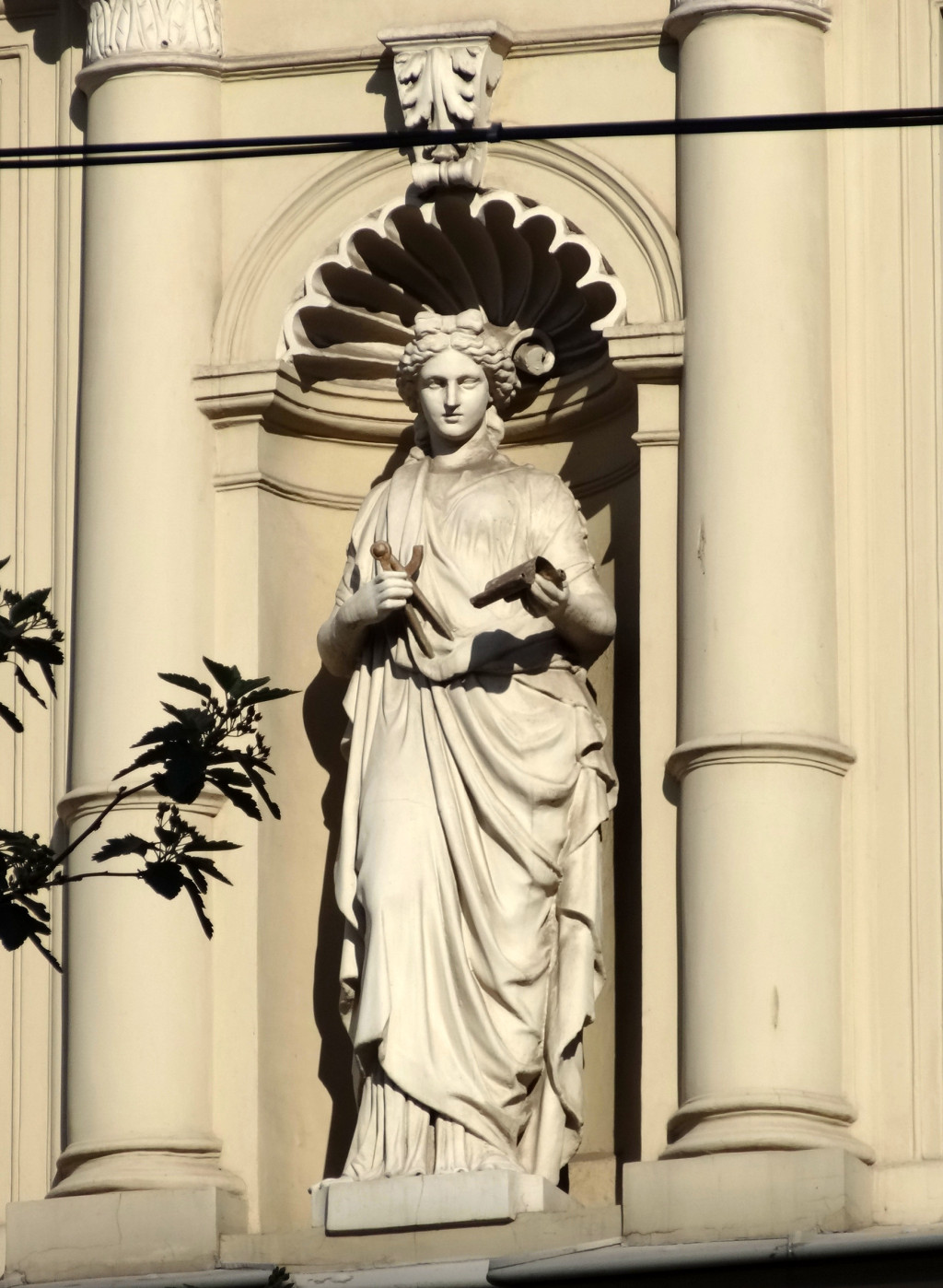
Statued phúng dụ của Kiến trúc và Xây dựng
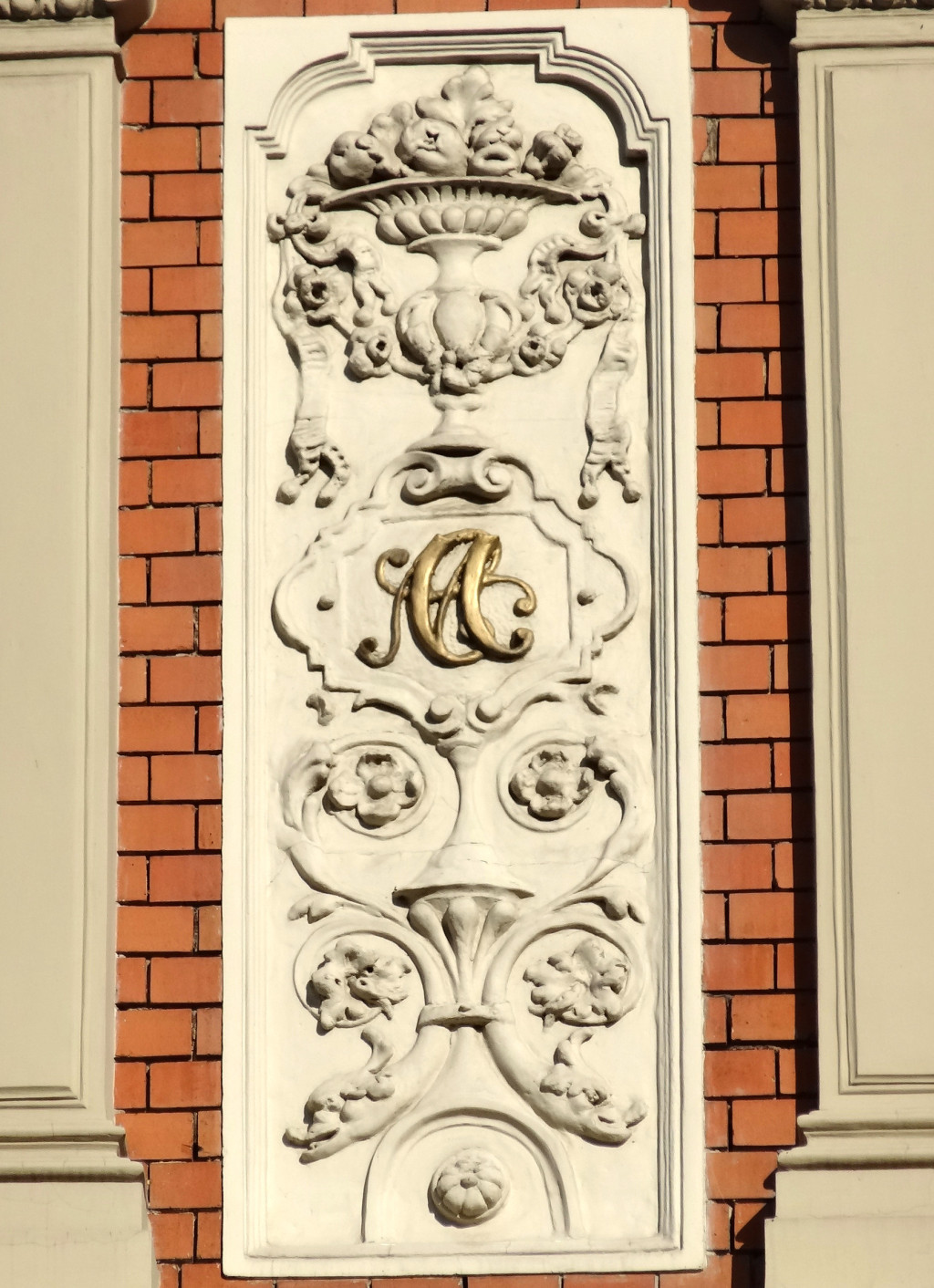
Trang trí với tên viết tắt "MC"
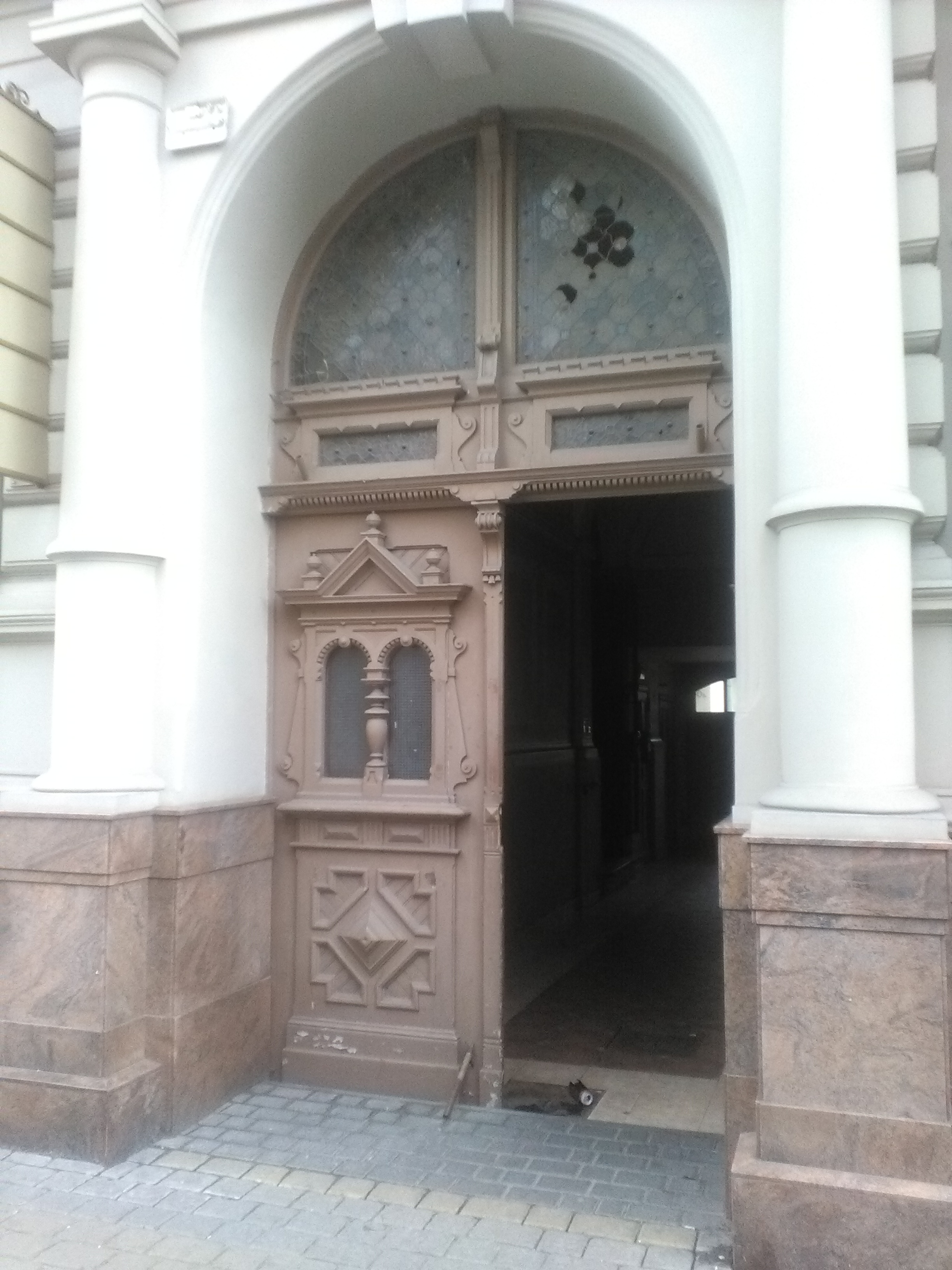
Cổng chính